# Brigitte Adolphsen
Brigitte Wilhelmine Adolphsen (* 11. Februar 1883 in Sonderburg, Provinz Schleswig-Holstein, Königreich Preußen; † 31. August 1968  in Aabenraa) war eine deutsche Schriftstellerin.

## Leben
Brigitte  Adolphsen war nach dem Besuch des Lehrerinnenseminars in Augustenburg als Volksschullehrerin tätig. Nach ihrer Pensionierung veröffentlichte sie drei Kinderbücher. Sie lebte zuletzt im dänischen Apenrade.

## Werke
- Tagebuch eines Kindes. Wedel/Holstein 1948
- Klein-Jens und Anneli. Stuttgart 1955
- Martin und seine Freunde. Hannover 1956